# János Pintz
Dans le nom hongrois Pintz János, le nom de famille précède le prénom, mais cet article utilise l’ordre habituel en français János Pintz, où le prénom précède le nom.
János Pintz (né le 20 décembre 1950 à Budapest) est un mathématicien hongrois spécialiste de théorie analytique des nombres. Il est membre de l'Institut de recherches mathématiques Alfréd Rényi et de l'Académie hongroise des sciences.

## Résultats mathématiques
Pintz est surtout connu pour avoir démontré en 2005 (avec Daniel Goldston et Cem Yıldırım), que
où pn désigne le ne nombre premier. Autrement dit, pour tout réel ε > 0, il existe une infinité de couples de nombres premiers consécutifs pn et pn+1 dont la distance est inférieure au produit par ε de l'écart moyen, dans cette zone, entre deux nombres premiers consécutifs, c'est-à-dire tels que pn+1 – pn < ε log pn. Goldston et Yıldırım avaient annoncé ce résultat en 2003 puis s'étaient rétractés. Pintz les rejoignit et ils achevèrent la preuve en 2005. Ils améliorèrent ensuite ce résultat en remplaçant le majorant ε log pn par ε√log n(log log n)2. De plus, en supposant vraie la conjecture d'Elliott-Halberstam, ce qu'ils démontraient prouvait aussi qu'il y a une infinité de couples de nombres premiers consécutifs à distance au plus 16 l'un de l'autre, ce qui est un progrès vers la conjecture des nombres premiers jumeaux.
En outre, Pintz a :
- infirmé la conjecture de Heilbronn (en), avec János Komlós et Endre Szemerédi ;
- démontré, avec Henryk Iwaniec, que pour tout n suffisamment grand, il existe un nombre premier entre n et n + n23/42 ;
- donné un majorant explicite du plus petit contre-exemple à la conjecture de Mertens, qu'Herman te Riele et Andrew Odlyzko venaient de réfuter non explicitement ;
- donné un majorant en O(x2/3) du nombre d'entiers naturels inférieurs à x qui ne sont pas sommes de deux nombres premiers ;
- amélioré, avec Imre Z. Ruzsa (en), un résultat de Linnik, en montrant que tout entier pair suffisamment grand est somme de deux premiers et d'au plus huit puissances de 2 ;
- démontré, avec Goldston, S. W. Graham (en) et Yıldırım[5], que l'écart entre deux nombres semi-premiers (i.e. produits de deux nombres premiers) prend une infinité de fois une valeur inférieure ou égale à 6.

Son nombre d'Erdős est 2 à plusieurs titres car il a publié avec — outre Graham, Komlós, Ruzsa et Szemerédi déjà mentionnés — Miklós Ajtai, Antal Balogh, Harold George Diamond, Andrew Granville, Gábor Halász, Andrew Odlyzko et Joel Spencer.